# Tour de Romandía 1962
La 16.ª edición del Tour de Romandía se disputó del 1 de mayo al 4 de mayo de 1962 con un recorrido de 771 km dividido en 6 etapas, con inicio y fin en Ginebra.
El vencedor fue el italiano Guido De Rosso, cubriendo la prueba a una velocidad media de 36,6 km/h.

## Etapas[1]
| Etapa | Recorrido           | Km  | Ganador           |
| 1.ªa  | Ginebra-Martigny    | 129 | Alfred Rüegg      |
| 1.ªb  | Martigny-Montana    | 60  | Edouard Delberghe |
| 2.ª   | Montana-Fleurier    | 254 | Edouard Delberghe |
| 3.ªa  | Fleurier-Porrentruy | 135 | Jacques Anquetil  |
| 3.ªb  | Porrentruy          | 25  | Louis Rostollan   |
| 4.ª   | Porrentruy-Ginebra  | 228 | Erwin Lutz        |

## Clasificaciones
Así quedaron los diez primeros de la clasificación general de la segunda edición del Tour de Romandía
| \| 1. \| Guido De Rosso \| Italia \| 22h 33'53" \| \| \| 2. \| Franco Cribiori \| Italia \| + 5'08" \| \| \| 3. \| Joseph Novales \| Francia \| + 6'06" \| \| \| 4. \| Graziano Battistini \| Italia \| + 6'56" \| \| \| 5. \| Willy Schroeders \| Bélgica \| + 7'01" \| \| \| 6. \| Raymond Impanis \| Bélgica \| + 7'47" \| \| \| 7. \| Federico Bahamontes \| España \| + 7'51" \| \| \| 8. \| Rolf Graf \| Suiza \| + 7'55" \| \| \| 9. \| Gilbert Bellone \| Francia \| + 8'26" \| \| \| 10. \| Henry Anglade \| Francia \| + 8'27" \| \| |                     |         |            |  |
| 1. | Guido De Rosso      | Italia  | 22h 33'53" |  |
| 2. | Franco Cribiori     | Italia  | + 5'08"    |  |
| 3. | Joseph Novales      | Francia | + 6'06"    |  |
| 4. | Graziano Battistini | Italia  | + 6'56"    |  |
| 5. | Willy Schroeders    | Bélgica | + 7'01"    |  |
| 6. | Raymond Impanis     | Bélgica | + 7'47"    |  |
| 7. | Federico Bahamontes | España  | + 7'51"    |  |
| 8. | Rolf Graf           | Suiza   | + 7'55"    |  |
| 9. | Gilbert Bellone     | Francia | + 8'26"    |  |
| 10. | Henry Anglade       | Francia | + 8'27"    |  |